# Cesare Turco
 (juin 2008).
Cesare Turco (né en 1510 à Ischitella près de Naples, en Campanie - mort à Naples en 1560) est un peintre italien du XVIe siècle.

## Biographie
Cesare Turco est un peintre italien de la Renaissance. Il fut l'élève de Giovanni Antonio Amati et a ensuite étudié sous Andrea Sabbatini. Il a peint pour les églises et les bâtiments publics de Naples,Le Baptême du Christ par saint Jean à Santa Maria delle Grazie ainsi qu'une Circoncision pour les Jésuites.